# گمینا ستوچک
گمینا ستوچک (به لهستانی:  Gmina Stoczek) یک گمینا در لهستان است که در شهرستان ونگروف واقع شده‌است. گمینا ستوچک ۱۴۴٫۳۱ کیلومتر مربع مساحت و ۵٬۱۷۶ نفر جمعیت دارد.